# Pyren
Pyren är ett polycykliskt, aromatiskt kolväte, bestående av fyra kondenserade bensenringar, och bildar i rent tillstånd färglösa kristaller. Det har smältpunkt 150 °C.
Pyren är, till skillnad från bensopyren och många andra polycykliska aromatiska kolväten, inte cancerogent.

## Förekomst
Pyren finns i små mängder (0,2 %) i stenkolstjära. 

## Användning
Pyren kan användas som en mellanprodukt inom färgindustrin. Det används även som probmolekyl i fluorescensspektroskopi.